# Dangan Dao
Dangan Dao (kinesiska: 担杆岛) är en ö i Kina. Den ligger i provinsen Guangdong, i den södra delen av landet, omkring 160 kilometer sydost om provinshuvudstaden Guangzhou. Arean är 13,8 kvadratkilometer. Den sträcker sig 5,4 kilometer i nord-sydlig riktning, och 10,5 kilometer i öst-västlig riktning.